# Dominic Maroh
Dominic Maroh, slovenski nogometaš, * 4. marec 1987, Nürtingen, Baden-Württemberg, Zahodna Nemčija.
Maroh je člansko kariero začel pri klubu SSV Reutlingen v drugi nemški ligi leta 2006. Leta 2008 je prestopil v prvoligaški 1. FC Nürnberg, med letoma 2012 in 2016 je igral za 1. FC Köln.
Za slovensko reprezentanco je debitiral 15. avgusta 2012 na prijateljski tekmi proti romunski reprezentanci, skupno pa odigral sedem tekem.